# Jericho (seriál)
Jericho je televizní seriál americké stanice CBS. Motiv seriálu poukazuje na hrozbu nukleárních zbraní dnešní doby. Uprostřed USA leží klidné městečko v Kansasu o cca 3000 obyvatelích. Na horizontu se náhle objeví atomový hřib a lidé brzo zjistí, že nebyl jediný. Šlo o masivní atomový útok, který vyhladil 23 amerických měst a rozložil tak federální vládu. Město je náhle odkázáno k samostatnému přežití.
Veškeré obyvatelstvo města doufá, že jim bude brzy vysvětleno, kdo stojí za tímto hrozivým útokem, ale i po několika měsících jsou lidé stále sami, bez informací, bez zásob a bez elektřiny. Obyvatelé se musí bránit před vpádem přivandrovalců, zejména před žoldáckou armádou zvanou Ravenwood, ale také před mimořádně krutou zimou. Během první řady se dozvídáme šokující odhalení: jeden člověk se přistěhoval do Jericha těsně před útoky a chová se velmi podivně. Jake Green zjistí, že ukrývá doma poslední atomovou bombu, která měla být použita při útocích.
20. září 2006 byla odvysílána premiéra pilotního dílu seriálu na stanici CBS. Během první řady ovšem sledovanost stále klesala a tak se i přes velmi otevřený konec první řady (22 epizod) rozhodla CBS tento seriál ukončit. Ovšem obrovská kampaň fanoušků Jericha nakonec stanici utlačila a tvůrci se rozhodli o natočení druhé série (7 epizod). Po skončení druhé řady se i přes neúplně uzavřený konec televize rozhodla seriál definitivně zrušit. V letech 2009 a 2012 byla vydána navazující třetí a čtvrtá řada v komiksové podobě.
V českém jazyce byl seriál zatím vysílán pouze na televizi AXN a na slovenské televizi JOJ.

## Epizody

### 1. série
Po spatření atomového hřibu zavládne ve městě panika. Město odříznuté od informací je na pochybách, zdali budou někdy ještě obnoveny dodávky proudu, jídla, paliva a léků. Město bojuje s radioaktivním deštěm, nemocemi, přistěhovalcemi, zvláště pak se žoldáckou jednotkou Ravenwood, ale i se skoro sousedním městem New Bern.
Celá první řada je věnována boji města o přežití, ale i tajnému agentovi z CIA Robertu Hawkinsovi, který měl útokům zabránit, ale byl neúspěšný, získal ovšem jednu z 25 bomb určených pro útoky a tu schoval u sebe v domě.
První série vyvrcholí překvapivě, když Jericho zjistí, že se sousední město New Bern chystá je napadnout a zabrat jejich farmy, Jericho by bez nich nepřežilo, proto se rozhodne tvrdě bránit. Ovšem New Bern má o mnoho více mužů a zbraní. V posledním díle se však objeví nová vláda, ustanovená v Cheyenne ve Wyomingu, její armáda má zastavit tuto šarvátku, ale nevíme, jestli se dostane na místo včas. Diváka také zarazí nová vlajka této vlády - 21 hvězd a 13 svislých pruhů v původních barvách vlajky USA.

### 2. série
Armáda do šarvátky zasáhla a bojující strany roztrhla. A velitel armády Major Beck uznal New Bern za viníka tohoto činu a tvrdě New Bern potrestal. Jericho je na dobré cestě se obnovit. Ovšem vše hlídá armáda. A veškerý materiál dováží a zařizuje firma Jennings & Rall, jejíž soukromou armádou je právě Ravenwood. Jericho také navštíví nový prezident, který objasní nové změny na americkém území: Nová vlajka - 21 hvězd symbolizuje 21 států, které dohromady skládají ASA (Allied states of america - Spojenecké státy americké) a 13 svislých pruhů symbolizuje stále 13 původních kolonii, ale směřují novým směrem, stejně tak jako oni si musejí vybrat nový směr.
Jericho brzy zjistí, že vše není tak růžové jak vypadá. Firma Jennings & Rall ovládá totálně všechen obchod. Ravenwood v čele s kapitánem jednotky Goetzem má za úkol řídit administrativu města a spravovat jej. Později však zjistíme, že firma Jennings & Rall a vláda je jedno a to samé. A také, že všech 23 útoků na města USA naplánoval jediný člověk s jediným cílem - jakožto bývalý zaměstnanec Jennings & Rall pozoroval jak se stal zkorumpovaný vztah mezi federální vládnou a firmou před útoky. Proto se rozhodl naplánovat celý masivní útok a skoro to vyšlo, až na to, že Jennings & Rall jsou teď mnohem silnější než kdy dřív, ale jsou taky oslabenější, všechny vysoké hlavy jsou totiž v Chayenne, novém hlavním městě ASA. Proto chce použít poslední bombu patřící agentu Robertu Hawkinsovi a toto město zničit. Skoro se to povede, bomba je uprostřed města, ale Jake Green a Robert Hawkins ji samozřejmě seberou a uprchnou s ní na texaskou ambasádu ve městě (Texas je suverénní stát, který zůstal silný a rozhoduje se mezi přiklonění k USA, nebo ASA). Nakonec je bomba převezena do Texasu, kde po prozkoumání zjistí, že je identická s ostatními bombami a že za útoky mohla firma Jennings & Rall. Vše je tedy odhaleno a blíží se další americká občanská válka.